# Maurilia semiferrugiena
Maurilia semiferrugiena är en fjärilsart som beskrevs av Embrik Strand 1915. Maurilia semiferrugiena ingår i släktet Maurilia och familjen trågspinnare. Inga underarter finns listade i Catalogue of Life.